# Erioderma meiocarpum
Erioderma meiocarpum är en lavart som beskrevs av Nyl. Erioderma meiocarpum ingår i släktet Erioderma och familjen Pannariaceae.   Inga underarter finns listade i Catalogue of Life.